# Jürgen Dressel
Jürgen Dressel (* 30. Juni 1946 in Fürth; † 21. Mai 2014) war freischaffender Kunstmaler im Bereich des Trompe-l’œil.

## Leben
Jürgen Dressel freundete sich schon in jungen Jahren mit der Kunst an. Er machte eine Ausbildung in einer Keramischen Kunstanstalt, in der er dann nahezu vierzig Jahre arbeitete. Nebenher ging er dann immer intensiver der Leidenschaft der Malerei nach.

## Erhaltene Kunstpreise
- 1993: Sociétaire d’Association du Salon d’Automne – Paris, France
- 1993: Sociétaire des Beaux-Arts – Béziers, France
- 2006: Künstler des Monats Oktober 2006 – Arttrack, France

## Ausstellungen
- 1993: „Salon d’Automne“, Grand Palais – Paris
- 1993: „Le triomphe du Trompe-l’oeil“, Salon des Independance – Paris
- 1993: „Salon International de l’Art“ – Béziers
- 1994: „Salon d’Automne“, Grand Palais – Paris
- 1994: Mondial Arts – Avignon
- 1994: Prix International d’Art Contemporain de Monte-Carlo – Monaco
- 1994: Triumph der Kunst – Nürnberg
- 1995: „Salon d’Automne“, Grand Palais – Paris
- 1996: Einzelausstellung in Mittersill, Österreich
- 1996: „Salon d’Automne“, Grand Palais – Paris
- 1997: „Zeitgenössische Malerei und Skulpturen in Franken“ – Schloss Pommersfelden
- 1997: „Salon d’Automne“, Grand Palais – Paris
- 1998: Galerie Schaller – Nürnberg, Speikern
- 1998: „Salon d’Automne“, Grand Palais – Paris
- 1999: „Zeitgenössische Malerei und Skulpturen in Franken“ – Schloss Pommersfelden
- 1999: „Salon d’Automne“, Grand Palais – Paris
- 2000: Einzelausstellung – City Center, Fürth
- 2000: Opera Gallery – Paris
- 2000: „Salon d’Automne“, Grand Palais – Paris
- 2001: Opera Gallery – New York
- 2001: „Salon d’Automne“, Grand Palais – Paris
- 2002: Opera Gallery – Singapore
- 2002: „Salon d’Automne“, Grand Palais – Paris
- 2003: Opera Gallery – Miami
- 2003: „Salon d’Automne“, Grand Palais – Paris
- 2004: Opera Gallery – Paris
- 2004: „Salon d’Automne“, Grand Palais – Paris
- 2005: „Malerei – die stumme Poesie“, City-Center – Fürth
- 2005: „Salon d’Automne“, Grand Palais – Paris
- 2006: „Salon d’Automne“, Grand Palais – Paris
- 2007: „Scheinwelten – Augentäuschung in der Malerei der Gegenwart“ Stadtmuseum Fembohaus, Nürnberg „Salon d’Automne“, Grand Palais -Paris
- 2008: „Neuer Kunst Salon“ – Haus der Kunst, München
- 2008: „Dali in the water“, Wolnzach[2]
- 2009: „Der verführte Betrachter“, Wasserschloss Bad Rappenau[3]
- 2010: „Münchner Künstlergenossenschaft“ königlich privilegiert 1868 Haus der Kunst München
- 2011: „Münchener Künstlergenossenschaft“ königlich privilegiert 1868 Haus der Kunst München
- 2011: „Trompe-l’oeil“-Malerei, Franck-Haus, Marktheidenfeld[4]